# Okpho
Okpho är en kommun i Myanmar.   Den ligger i regionen Bagoregionen, i den södra delen av landet, 180 km söder om huvudstaden Naypyidaw. Antalet invånare är 123 709.